# 田公祠古建築群
田公祠古建築群位於四川省眉山市洪雅縣，文物遺址年代判定為清。2012年7月16日公佈為第八批四川省文物保護單位。
田公祠古建築群位於四川省眉山市洪雅縣洪川鎮共同村，縣城北2公里處修文山，占地面積10257.8平方米。現存田公祠古建築群是按樂府函(1994)5號文批復，將洪雅縣城區文廟、文昌祠、臨江寺、雅雨樓等6座古建築整體搬遷於此修復。均為清代建築，梁架皆為木穿鬥抬梁混合結構，小青瓦屋面，建築群內有歇山式、懸山式、單簷廡殿式、正中重簷廡殿式等建築形式。2005年，田公祠古建築群被眉山市人民政府公佈為市級文物保護單位。